# 青巴山
47°05′30″N 9°47′24″E / 47.09167°N 9.79000°E

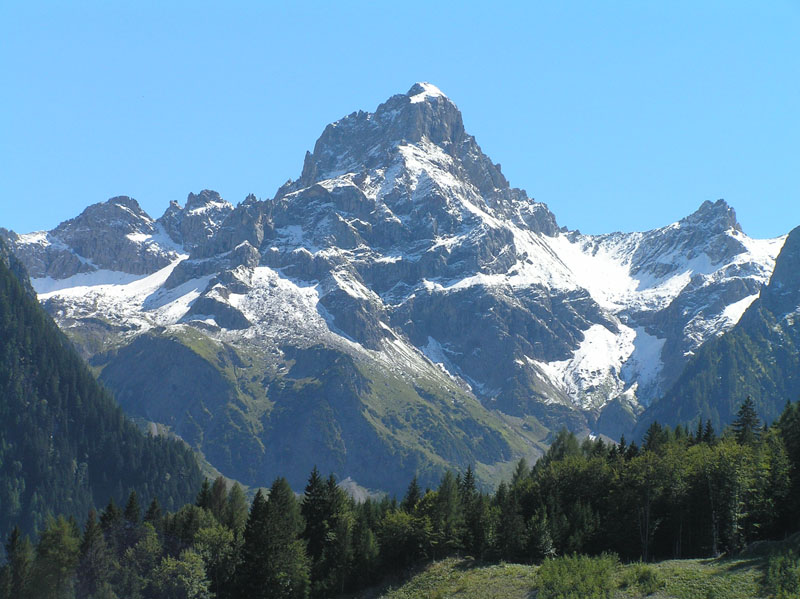

青巴山（德語：Zimba），是奧地利的山峰，位於該國西部，由福拉爾貝格州負責管轄，屬於雷蒂孔山的一部分，海拔高度2,645米，人類首次在1848年9月8日登頂。